# Phyllonycteris
Phyllonycteris és un gènere de ratpenats de la família dels fil·lostòmids que viuen a les Antilles.

## Taxonomia
- Subgènere Phyllonycteris
  - Ratpenat de les flors porto-riqueny (Phyllonycteris major) †
  - Ratpenat de les flors cubà (Phyllonycteris poeyi)
- Subgènere Reithronycteris
  - Ratpenat de les flors jamaicà (Phyllonycteris aphylla)